# Schottische Cricket-Nationalmannschaft in Bangladesch in der Saison 2006/07
Die Tour des Schottischen nach Bangladesch in der Saison 2006/07 fand vom 15. bis zum 17. Dezember 2006 statt. Die internationale Cricket-Tour war Bestandteil der Internationalen Cricket-Saison 2006/07 und umfasste zwei ODIs. Bangladesch gewann die Serie mit 2–0.

## Vorgeschichte
Bangladesch spielte zuvor eine Tour gegen Simbabwe, für Schottland war es die erste Tour der Saison.

## Stadien
Die folgenden Stadien wurden für die Tour als Austragungsort vorgesehen und am 20. November 2006 bekanntgegeben.
| Stadion                                | Stadt      | Kapazität | Spiele |
| -------------------------------------- | ---------- | --------- | ------ |
| Chittagong Divisional Stadium          | Chittagong | 20.000    | 1. ODI |
| Sher-e-Bangla National Cricket Stadium | Dhaka      | 26.000    | 2. ODI |

## Kaderlisten
Schottland benannte seinen Kader am 20. November 2006.
Bangladesch benannte seinen Kader am 11. Dezember 2006.
| ODI | ODI |
| Bangladesch | Schottland |
| --- | --- |
| - Habibul Bashar (K) - Shahriar Nafees Ahmed - Abdur Razzak - Aftab Ahmed - Farhad Reza - Kazi Shahadat Hossain - Mashrafee Bin Mortaza - Mehrab Hossain - Mohammad Rafique - Mohammad Ashraful - Mushfiqur Rahim (wk) - Nadif Chowdhury - Sakib Al Hasan - Syed Rasel | - Craig McIntyre Wright (K) - John Blain - Dougie Brown - Gavin Hamilton - Hajid Haq - Paul Hoffmann - Rana Hussain - Douglas Lockhart - Ross Lyons - Neil McCallum - Dewald Nel - Navdeep Poonia - Colin Smith (wk) - Ryan Watson - Fraser Watts |

## Tour Match
| 15. Dezember Scorecard | Chittagong | BCB Academy 252-6 (50)          | – | Schottland 219 (47.2) |
|                        |            | BCB Academy gewinnt mit 33 Runs |   |                       |

## One-Day Internationals

### Erstes ODI in Chittagong
| 15. Dezember Scorecard | Chittagong | Schottland 153 (45.1)             | – | Bangladesch 154-4 (29.1) |
|                        |            | Bangladesch gewinnt mit 6 Wickets |   |                          |

### Zweites ODI in Dhaka
| 17. Dezember Scorecard | Dhaka | Bangladesch 278-6 (50)           | – | Schottland 132 (41.3) |
|                        |       | Bangladesch gewinnt mit 146 Runs |   |                       |